# Orao
Orao — 8-битный домашний компьютер разработки PEL Varaždin, производившийся в Югославии.

## Описание
Orao (кодовое название YU102) разработан для замены Galeb (кодовое название YU101) Мирославом Косиджаном (сербохорв. Miroslav Kocijan) в 1984, маркетингом и распространением занималась Velebit Informatika. Цель состояла в том, чтобы сделать компьютер лучше, но с меньшим количеством компонентов, проще в производстве и дешевле. В дальнейшем на смену первоначальной версии, получившей название Orao MR102, пришли Orao 64 и Orao+. Использовался в качестве стандартного компьютера для начальной и средней школы в Хорватии и Воеводине с 1985 по 1991.